# Archivo Histórico Municipal de Punta Alta
El Archivo Histórico Municipal de la ciudad de Punta Alta es una institución dependiente de la Municipalidad del Partido de Coronel de Marina Leonardo Rosales, Provincia de Buenos Aires.

## Historia
El Archivo Histórico Municipal surgió para cubrir la necesidad de desarrollo de los mecanismos sociales e institucionales necesarios para explotar la información que conforma el patrimonio cultural comunitario. 
Fue creado por la ordenanza Nº 2.694 del 12 de mayo de 1999. En dicha norma se lo define como la institución adecuada para resguardar, preservar y difundir el acervo histórico documental del pasado. 

## Sede
El Archivo Histórico Municipal de Punta Alta funciona en una casona estilo pintoresquista, sita en el caso céntrico de la ciudad, en la esquina de Mitre y Humberto I.
Originalmente construida en 1923 para vivienda y oficina técnica del constructor italiano Calixto Barbieri, fue adquirida a mediados de la década de 1990 para que sirva como sede del Archivo Histórico Municipal. Para este fin, fue refuncionalizada sin perder por ello las características originales.

## Objetivos
Cuenta en su acervo con documentación municipal oficial y colecciones particulares. Dicho material es de acceso libre y gratuito para profesionales o público en general, salvo aquel que requiera especial cuidado para su preservación.
La misión del Archivo es la de inculcar el valor que poseen las fuentes en la divulgación del conocimiento del pasado, comprensión de los procesos históricos y la construcción de la identidad colectiva.

## Actividades
Sus actividades van más allá de las de un archivo tradicional. No solamente su personal está abocado a la guarda, ordenación, clasificación, preservación y difusión del material, sino que también desde su seno se generan investigaciones. Estas involucran el rastreo de nueva documentación que pasan a formar parte de su fondo documental.
También es un centro de difusión de la historia local, a través de publicaciones propias como libros sobre temas variados, la revista El Archivo, micros radiales y televisivos, la colaboración en distintos medios de prensa gráficos y audiovisuales de la ciudad y la región y la realización de charlas, muestras y exposiciones relativas al pasado puntaltense.
Asimismo realiza desde hace más de diez años cursos de capacitación para los docentes del distrito, muchos de ellos dictados en conjunto con otras instituciones educativas como el CIIE local y la Universidad Nacional del Sur de la vecina ciudad de Bahía Blanca
La institución asimismo posee un programa de visitas escolares, por el cual se reciben a contingentes de alumnos y se les brinda una charla y material sobre la historia local conforme a su nivel. Estas visitas deben ser solicitadas con antelación por los docentes, previa llamada telefónica.

## Fondos documentales
- Sección documentos escritos
- Sección material édito
- Sección material inédito
- Sección Archivo Fotográfico
- Sección Archivo Oral
- Sección Archivo Audiovisual
- Sección mapoteca
- Biblioteca de autores y/o temas locales

## Algunas publicaciones

### Libros
- La Autonomía y la Gráfica local(Prof. María Fernanda Martel; 2000; 20 pág.)
- La Ría de la bahía Blanca (Prof. Romina Amarfil; Archivo Histórico Municipal; 2001; 16 pág.)
- 75 aniversario de la Asociación Bomberos Voluntarios de Punta Alta (Lic. Gustavo Chalier; Archivo Histórico Municipal2002; 24 pág.)
- Orígenes del cooperativismo eléctrico argentino. La Cooperativa Eléctrica de Punta Alta (Lic. Gustavo Chalier, Prof. Luciano Izarra; 2003; 184 pág.)
- Los italianos y la construcción del Teatro Colón de Punta Alta (Lic. Gustavo Chalier, Angélica Cejas; Archivo Histórico Municipal, 2003; 86 pág.)
- Las Ligas Comerciales en Punta Alta y el desarrollo económico de la ciudad (1916-1930) (Lic. Gustavo Chalier; Archivo Histórico Municipal, 2007; 92 pág.)

### RevistaEl Archivo
De distribución gratuita y con frecuencia semestral, la revista se publica desde el año 2000 y busca informar a la sociedad local sobre la historia de Punta Alta como comunidad, promoviendo el análisis, descubriendo referentes y clarificando mitos populares. Con una tirada de más de mil ejemplares, es una de las publicaciones culturales con mayor longevidad del sudoeste bonaerense.
- Datos: Q20013169